# كريستين روكي
كريستين روكي (بالفرنسية: Christine Roque)‏ هي راقصة ومغنية فرنسية، ولدت في 7 يونيو 1965 في تولوز في فرنسا.

## وصلات خارجية
- كريستين روكي على موقع ميوزك برينز (الإنجليزية)
- كريستين روكي على موقع ديسكوغز (الإنجليزية)